# Portul Boulogne în lumina lunii
Portul Boulogne în lumina lunii sau Lumina lunii peste portul Boulogne este o pictură în ulei pe pânză din 1868 a pictorului francez Édouard Manet. Lucrarea se află acum în Musée d'Orsay.
Cercetările istorice și astronomice au demonstrat că a fost realizat cam la miezul nopții în noaptea de 3-4 august 1868 de pe o fereastră a Hôtel Folkestone de pe cheiul din Boulogne-sur-Mer în timpul unuia dintre sejururile obișnuite de vară ale artistului în acest oraș. Pictura arată o barcă de pescuit care se întoarce noaptea, supravegheată de soțiile pescarilor. Umbra și lumina ei aduc un omagiu lucrării lui Rembrandt.